# Pseudoscopas agustinae
Pseudoscopas agustinae är en insektsart som beskrevs av Ronderos 1987. Pseudoscopas agustinae ingår i släktet Pseudoscopas och familjen gräshoppor. Inga underarter finns listade i Catalogue of Life.